# Oded Gavish
Oded Gavish (in ebraico עודד גביש‎?; Petah Tiqwa, 23 giugno 1989) è un ex calciatore israeliano, di ruolo difensore.

## Carriera

### Club
Gavish è un prodotto del settore giovanile del Maccabi Petah Tiqwa, con il quale ha anche esordito in prima squadra. Dal 2008, per le successive cinque stagioni, ha militato nel Maccabi Herzliya e nell'Hapoel Be'er Sheva, dove ha anche indossato la fascia di capitano. Il 23 luglio 2013 ha firmato un contratto triennale con lo Śląsk Breslavia, che è stato infine risolto di comune accordo il 3 giugno 2014. Con il Wrocław ha giocato 8 partite di campionato e 2 nei turni preliminari di Europa League. Nell'agosto 2014 è stato in prova ai rumeni del Pandurii. Poco dopo ha fatto ritorno in Israele, dove ha firmato un contratto con il Maccabi Netanya, prima di essere ceduto all'Hapoel Petah Tiqwa. Nel 2015, è tornato alla squadra che lo aveva cresciuto calcisticamente, il Maccabi Petah Tiqwa, dove ha giocato per una stagione, prima di trasferirsi al Maccabi Sha'arayim. Nella stagione 2017-2018 ha giocato nell'Hapoel Ashkelon, con la sua squadra che è retrocessa dalla Ligat ha'Al. Nel luglio 2018, all'età di 29 anni, ha annunciato il suo ritiro dal calcio giocato.

### Nazionale
Tra il 2007 e il 2008 ha giocato complessivamente 19 partite con le nazionali israeliane Under-18 e Under-19.

## Statistiche

### Presenze e reti nei club
| Stagione                  | Squadra                   | Campionato                | Campionato | Campionato | Coppe nazionali | Coppe nazionali | Coppe nazionali | Coppe continentali | Coppe continentali | Coppe continentali | Altre coppe | Altre coppe | Altre coppe | Totale | Totale |
| Stagione                  | Squadra                   | Comp                      | Pres       | Reti       | Comp            | Pres            | Reti            | Comp               | Pres               | Reti               | Comp        | Pres        | Reti        | Pres   | Reti   |
| ------------------------- | ------------------------- | ------------------------- | ---------- | ---------- | --------------- | --------------- | --------------- | ------------------ | ------------------ | ------------------ | ----------- | ----------- | ----------- | ------ | ------ |
| 2010-2011                 | Hapoel Be'er Sheva        | LH                        | 29         | 4          | CI+CdL          | 0+0             | 0+0             |                    | -                  | -                  |             | -           | -           | 29     | 4      |
| 2011-2012                 | Hapoel Be'er Sheva        | LH                        | 30         | 1          | CI+CdL          | 0+0             | 0+0             |                    | -                  | -                  |             | -           | -           | 30     | 1      |
| 2012-2013                 | Hapoel Be'er Sheva        | LH                        | 30         | 1          | CI+CdL          | 0+7             | 0+0             |                    | -                  | -                  |             | -           | -           | 37     | 1      |
| Totale Hapoel Be'er Sheva | Totale Hapoel Be'er Sheva | Totale Hapoel Be'er Sheva | 89         | 6          |                 | 7               | 0               |                    | -                  | -                  |             | -           | -           | 96     | 6      |
| 2013-2014                 | Śląsk Breslavia           | EK                        | 8          | 0          | CP              | 2               | 0               | UEL                | 2                  | 0                  |             | -           | -           | 12     | 0      |
| 2014-gen. 2015            | Maccabi Netanya           | LH                        | 5          | 0          | CI+CdL          | 0+0             | 0+0             | -                  | -                  | -                  | -           | -           | -           | 5      | 0      |
| gen.-giu. 2015            | Hapoel Petah Tiqwa        | LH                        | 9          | 0          | CI+CdL          | 1+0             | 0+0             | -                  | -                  | -                  | -           | -           | -           | 10     | 0      |
| 2015-2016                 | Maccabi Petah Tiqwa       | LH                        | 13         | 0          | CI+CdL          | 0+5             | 0+1             | -                  | -                  | -                  | -           | -           | -           | 18     | 1      |
| 2016-2017                 | Maccabi Sha'arayim        | LL                        | 28         | 2          | CI              | 1               | 0               |                    | -                  | -                  |             | -           | -           | 29     | 2      |
| 2017-2018                 | Maccabi Petah Tiqwa       | LH                        | 6          | 0          | CI+CdL          | 1+0             | 0+0             | -                  | -                  | -                  | -           | -           | -           | 7      | 0      |
| Totale carriera           | Totale carriera           | Totale carriera           | 158        | 8          |                 | 17              | 1               |                    | 2                  | 0                  |             | -           | -           | 177    | 9      |